# Наумов, Алексей Аввакумович
Алексей Аввакумович Наумов (17 [29] февраля 1840 — 28 октября [9 ноября] 1895, Санкт-Петербург) — русский жанровый живописец.

## Биография
Родился 17 [29] февраля 1840 года. Прошёл курс городского училища. Посещал воскресные классы Санкт-Петербургской рисовальной школы для приходящих, состоявшей в ведомстве министерства финансов (позже рисовальная школа общества поощрения художников). 
С 1859 года учился в Императорской академии художеств. Получив от неё, в 1868 году, малую серебряную медаль за успехи в рисовании, был выпущен в 1872 году со званием классного художника 3-й степени, а затем повышен в 1873 году в классные художники 2-й степени за «Этюд с натуры», изображающей деревенского портного. Эта картина экспонировалась на выставке в Лондоне, где была удостоена серебряной медали. 
В 1874 году Наумов получил звание классного художника 1-й степени за картины «Курная изба и Монах капуцин». Художник участвовал во Всемирной выставке 1876 года в Филадельфии, где выставил картины «Курная изба (1874), «Подпасок, Сиротка, Проводы Масленицы в Тифлисе» (1876).
Был утверждён штатным преподавателем рисования 2-й Санкт-Петербургской гимназии 20 сентября 1894 года.
Умер 28 октября [9 ноября] 1895 года. Похоронен на Митрофаниевском кладбище в Санкт-Петербурге.

## Творчество
Наумов обратил на себя внимание двумя картинами: «Белинский перед смертью» (1882) и «Дуэль Пушкина» (1884, в Императорском Александровском лицее), благодаря интересности их содержания и добросовестности исполнения. Из прочих его произведений наиболее удачны: «Курная изба» (1874), «Проводы масленицы в Тифлисе» (1876) и «Старый друг» (1889; принадлежит академии художеств), Келья в Чудовском монастыре, за которую художник был удостоен премии Императорского Общества поощрения художников. В музеях сохраняются его работы «Старик-еврей читающий письмо» и другие. Работы Наумова также представлены в Русском музее. Помимо жанровой живописи Алексей Наумов писал портреты и образа для церквей, а также занимался преподаванием рисования в разных учебных заведениях. 

## Галерея
- Н. А. Некрасов и И. И. Панаев у больного В. Г. Белинского. 1881
- Дуэль Пушкина с Дантесом. 1885
- Старый друг. 1889
- Чаепитие. 1896